# Trieste Trasporti
La Trieste Trasporti (sigla TT) è l'azienda di trasporto pubblico che opera nella provincia di Trieste. Dal 2017 è diventata parte del gruppo TPL FVG s.c.a.r.l.

## Storia

### Dall'ACEGAT all'ACT
Il primo servizio di trasporto pubblico a Trieste fu inaugurato il 30 marzo 1876: si trattava di una linea tranviaria a trazione animale Torrente–Boschetto (via Battisti–rotonda del Boschetto). Le linee continuarono a crescere, gestite dalla Società Triestina Tramway, un'azienda privata.
Tale servizio fu inaugurato quindi un anno prima di Roma e Bologna e sei prima di Milano.
Nel 1900 Trieste fu tra le prime città in Europa ad avere una linea elettrificata con l'inaugurazione della tratta Torrente–Barcola, con mezzi costruiti dalla Union di Vienna, dotati di illuminazione interna. Nel 1913 il Comune si affianca alla società privata aprendo la linea 1, tra piazza Goldoni e San Sabba.
Nel 1921 nasce l'Azienda Comunale Tranvie Municipali, che nel 1934 viene assorbita dall'Azienda Comunale Elettricità, Gas, Acqua e Tranvie (ACEGAT), che ingloberà gradualmente tutte le società private.
Nel 1933 a Trieste entrano in servizio i primi autobus e nel 1935 i primi filobus.
Nel corso degli anni sessanta e anni settanta filobus e tram vengono completamente sostituiti dagli autobus, con l'eccezione della tranvia Trieste-Opicina, storica tranvia a funicolare tra Trieste e Opicina.

### Dall'ACT a Trieste Trasporti
Nel 1977 nasce l'Azienda Consorziale Trasporti dalla fusione del settore trasporti dell'ACEGAT, della società dei trasporti di Muggia e delle Autolinee Carsiche.
Negli anni novanta lungo Via Mazzini si sperimenta Stream, un bus che doveva trarre energia grazie a un sistema elettromagnetico, da impiegare nelle linee 6 (Piazzale Gioberti - Grignano), 9 (Piazzale Gioberti - Largo Irneri) e 10 (Piazzale Valmaura - Piazza Tommaseo). È stata costruita la rotaia elettromagnetica solamente su via Mazzini (solo 630 m sui previsti 14,8 km). Il progetto fu successivamente abbandonato dall'amministrazione Dipiazza, senza che la tratta completata fosse entrata in servizio.

### La fondazione della TT e l'inglobazione in TPL FVG
Nel 2001 in seguito alla liberalizzazione dei servizi pubblici viene fondata la nuova società per azioni Trieste Trasporti.
Dal 1º febbraio 2017 l'azienda è diventata parte del gruppo TPL FVG s.c.a.r.l.

A partire dal 2020 la Trieste Trasporti ha appaltato alcuni turni di guida a La Linea di Mestre ed alla SAP di Roma.

## Servizi

### Autobus
La TT gestisce 66 linee di autobus, di cui 59 diurne (alcune svolgono il servizio notturno) e 4 interamente notturne e 5 estive con 271 veicoli di cui 233 di dimensioni standard, 21 autosnodati, 25 midibus e 10 minibus. Sono in possesso dell'azienda otto modelli differenti: MAN Lion's City, Mercedes-Benz Citaro, Mercedes-Benz Conecto, Iveco Urbanway, Heuliez GX137, Breda Menarini Vivacity 9, Menarinibus Citymood, Rampini Alè e Solaris Urbino. L'azienda esegue circa 5600 corse al giorno e circa 65 milioni di passeggeri/anno.

La loro livrea è composta dal grigio e dall'azzurro; l'azzurro rappresenta il mare ed il grigio il cielo

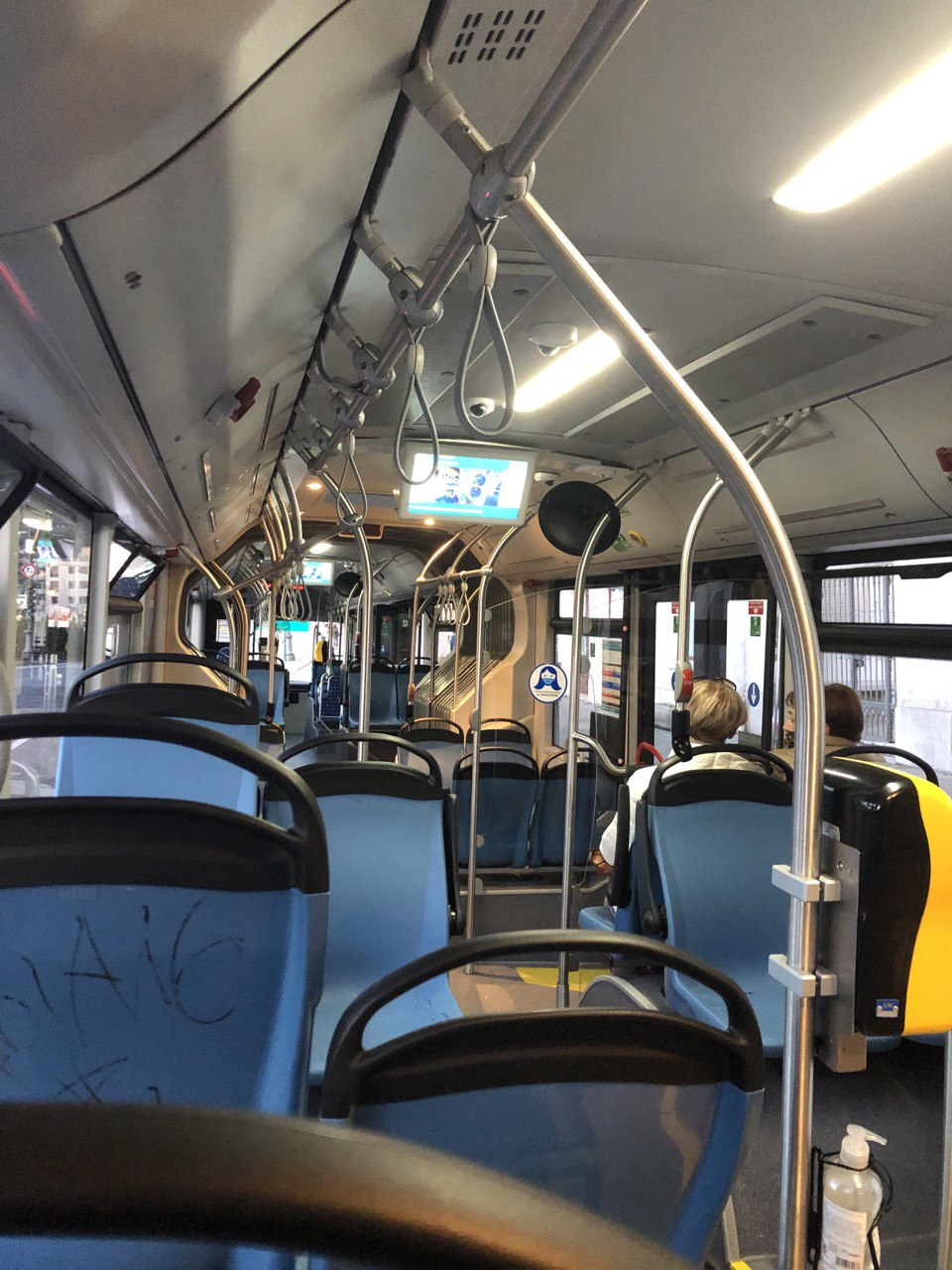
L'interno del bus n.953 (MAN Lion's City G) autosnodato in servizio sulla linea 10
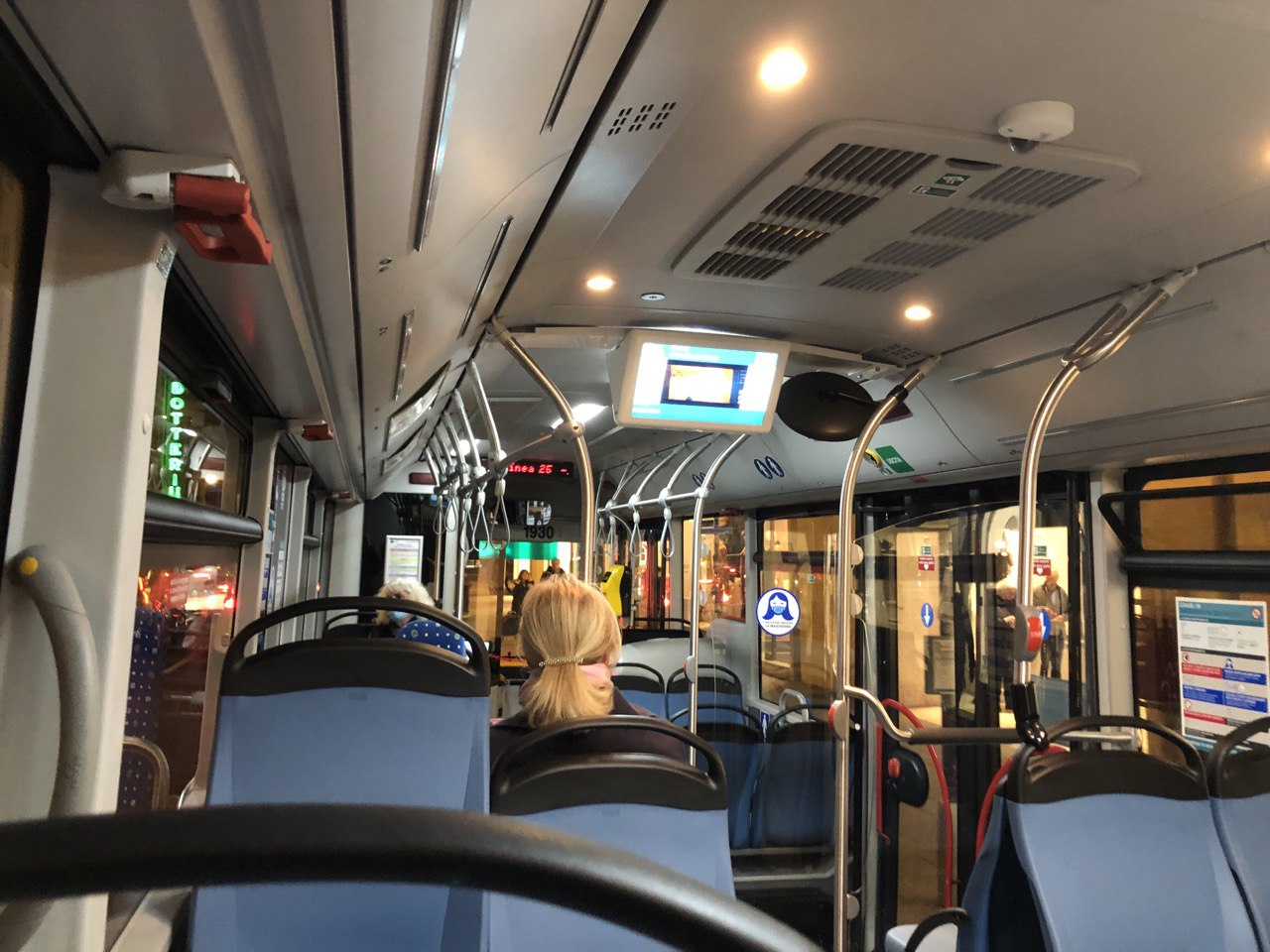
Interno del bus n.1930 (MAN Lion's City M) in servizio sulla linea 25
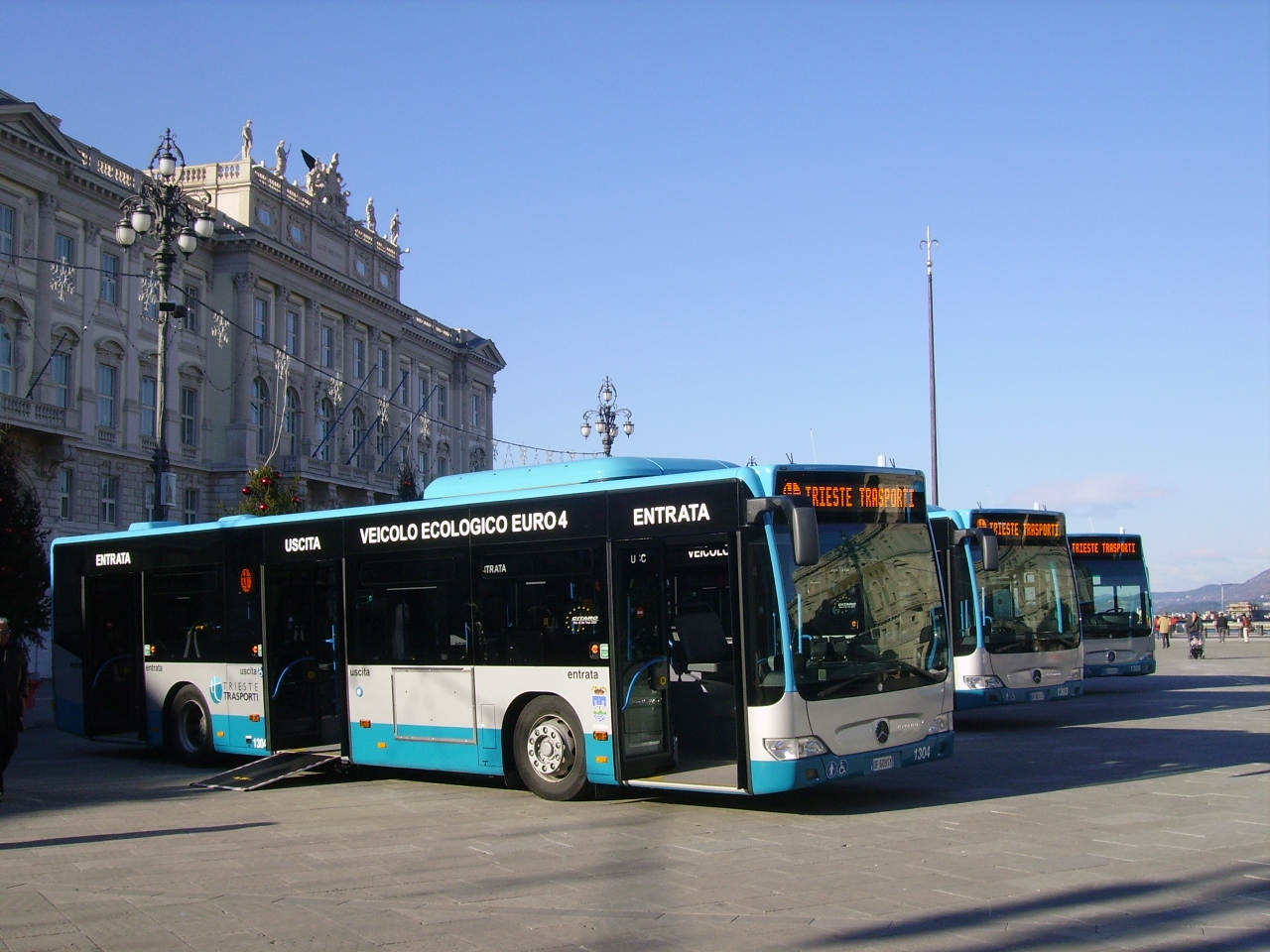
Presentazione dei Mercedes-Benz Citaro in Piazza Unità (il primo è la vettura n.1304)
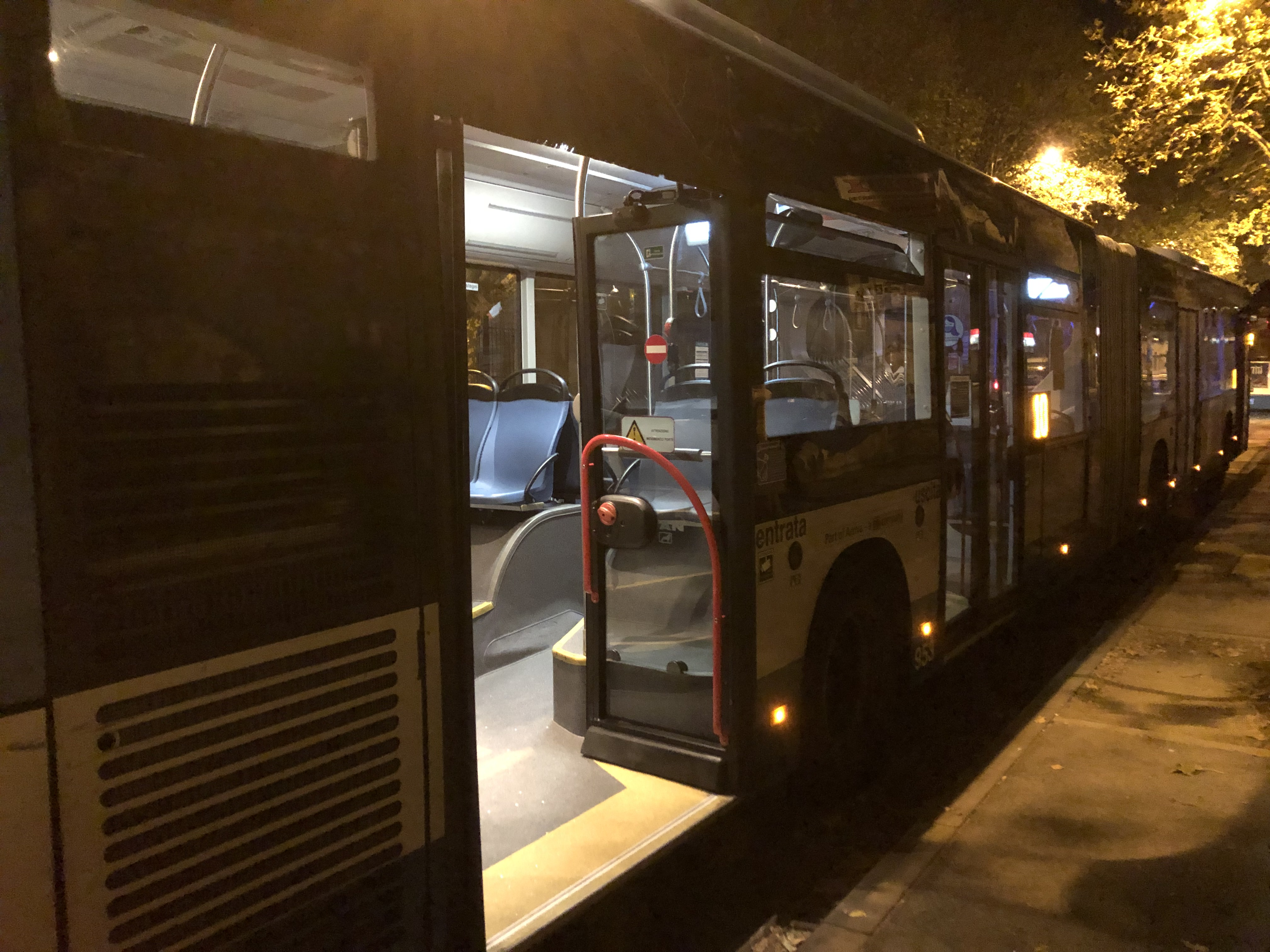
Il bus 10 autosnodato (Piazzale Valmaura - Piazza Tommaseo) al Capolinea di Valmaura.

#### Servizio a chiamata

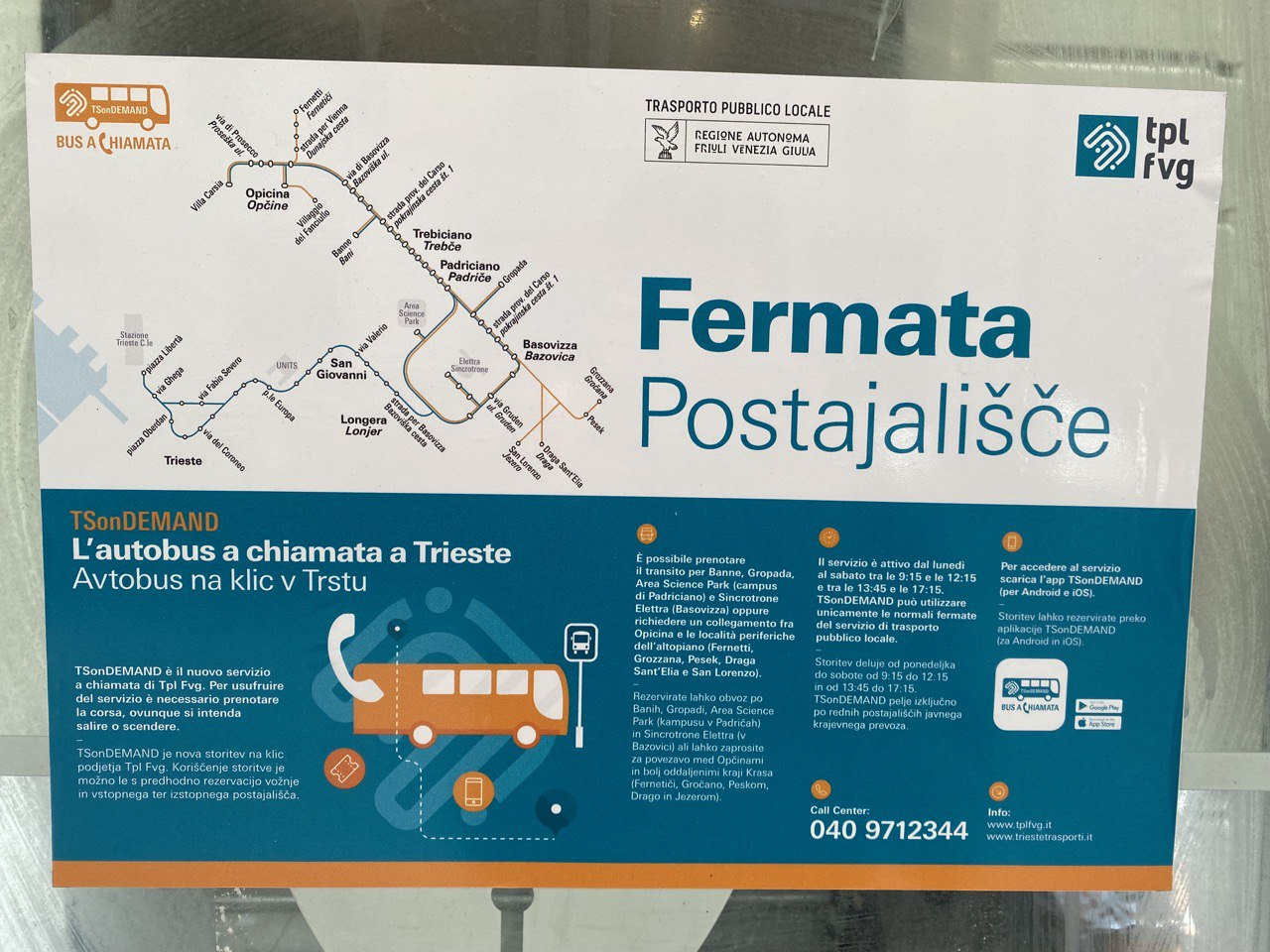
Locandina del servizio a chiamata posta sotto le fermate che esso svolge.

L'azienda ha messo a disposizione un servizio di bus a chiamata a partire da giugno 2022 denominato "SmartBus". Il servizio viene svolto lungo il percorso della già esistente linea 51 (che non viene sostituita) assieme alle frazioni di Draga, Pesek, Grozzana, Gropada, Banne, Fernetti, Villa Carsia e Villaggio del Fanciullo. Il servizio è stato fermato all'inizio del 2020 causa la pandemia covid, per poi essere riattivato con il nome di "TSonDemand" nel 2022 con lo stesso tracciato del servizio precedente.

#### Mezzi
Il parco veicoli è consultabile nella tabella sottostante.
L'azienda conta complessivamente 271 veicoli.
| Matricole | Modello                           | Anno | Lunghezza | Note                                        |                                       |
| 951-955   | MAN Lion's City G A23 NG363       | 2013 | 18m       |                                             |                                       |
| 956-963   | MAN Lion's City G A23 NG363       | 2017 | 18m       |                                             |                                       |
| 971-978   | MAN Lion's City G A23 NG363       | 2019 | 18m       |                                             |                                       |
| 1331-1343 | Mercedes Citaro O530N Citaro      | 2012 | 12m       | In radiazione                               |                                       |
| 1361-1379 | Mercedes O530K Citaro             | 2012 | 10m       | In radiazione                               |                                       |
| 1541-1568 | Iveco Bus Urbanway 10.29          | 2015 | 10,4m     |                                             |                                       |
| 1571-1578 | Heuliez Bus GX 137                | 2018 | 9,5m      |                                             |                                       |
| 1581-1584 | Heuliez Bus GX 137                | 2020 | 9,5m      | Sostituisce la serie 1530-1534              |                                       |
| 1590-1599 | Iveco Bus Urbanway 10.29          | 2020 | 10,4m     |                                             |                                       |
| 1621-1625 | BredaMenarinibus M231 MU Vivacity | 2015 | 9,35m     |                                             |                                       |
| 1626-1633 | Menarinibus M231 MU Vivacity      | 2017 | 9,35m     |                                             |                                       |
| 1651-1671 | IIA Menarinibus 250 Citymood 12   | 2016 | 12,1m     | Sostituisce la serie 1426-1444              |                                       |
| 1681-1690 | IIA Menarinibus 250 Citymood 10   | 2023 | 10,62m    | Sostituisce parzialmente la serie 1351-1379 |                                       |
| 1705-1710 | Rampini Alè                       | 2011 | 7,72m     |                                             |                                       |
| 1711-1714 | Rampini Alè                       | 2016 | 7,72m     | Sostituisce parzialmente la serie 1701-1710 |                                       |
| 1801-1827 | MercedesBenz O530K Citaro         | 2013 | 10m       |                                             |                                       |
| 1831-1857 | Mercedes-Benz O530 K Citaro C2    | 2014 | 10m       | Sostituisce parzialmente la serie 1211-1261 |                                       |
| 1861-1868 | Mercedes-Benz O345 Conecto        | 2023 | 12,1m     | Sostituisce parzialmente la serie 1331-1343 |                                       |
| 1901-1906 | Solaris Urbino 12 III             | 2014 | 12m       | Sostituisce la serie 1301-1306              |                                       |
| 1911-1927 | MAN Lion’s City A37 NL293         | 2017 | 12m       | Sostituisce la serie 1445-1461              |                                       |
| 1929      | MAN NL330 Lion`s City             | 2022 | 12m       | Sostituisce la vettura 1933                 |                                       |
| 1930-1954 | MAN Lion's City A47               | 2018 | 10m       | Sostituisce la serie 1511-1527              | Vettura 1933 distrutta in un incendio |
| 1961-1979 | MAN Lion’s City A37 NL293         | 2020 | 12m       | Sostituisce la serie 1311-1329              |                                       |
| 2001-2013 | Yutong E12 LF                     | 2024 | 12m       | [ 9 ]                                       |                                       |

Alcune vetture storiche sono state salvate dall'associazione "inBUSclub"

#### Depositi
L'azienda possiede attualmente tre depositi: due a Trieste (i depositi "Broletto" e "San Marco", che danno entrambi su via Caduti sul Lavoro) ed uno sull'altipiano carsico a Devincina (frazione del comune di Sgonico, al confine con Prosecco). In passato vi furono attivi altri tre depositi, ossia quelli di San Giovanni (sito in piazzale Gioberti), San Sabba (nel quartiere di Valmaura) e Margherita (nell'omonima via).

### HopTour
L'HopTour è un bus turistico che svolge un percorso circolare con 12 tappe, sempre gestito dalla azienda stessa. La navetta ha come capolinea la fermata aziendale fronte molo Audace.

### Tram
La TT ha in gestione il tram di Opicina, unico superstite della rete tranviaria della città. La linea è numerata 2 ed è dotata di 6 vetture tranviarie (SPF serie 101-107). Le vetture sono state rinumerate 401-407; la vettura 403 è stata demolita a seguito di un incidente. La linea è bloccata a partire dal 16 giugno 2016 nella quale è avvenuta una collisione frontale tra le vetture 405 e 406. La sospensione è durata circa 9 anni. Il tram ha ripreso il suo servizio il 1º febbraio 2025, con la vettura 401.

### Servizi marittimi
La società Trieste Trasporti gestisce due delle linee di trasporto pubblico via mare nel golfo di Trieste, sebbene non siano previste nel contratto di servizio. Grazie ad una convenzione con la provincia di Trieste i servizi sono compresi negli abbonamenti agevolati rete urbana, mentre non esistono forme d'integrazione tariffaria con abbonamenti ordinari ed i biglietti standard. È possibile acquistare carnet di biglietti a prezzo scontato, le motonavi inoltre consentono il trasporto di biciclette, previo nulla osta del comandante.
| Armatore                  | Linea                                                      | Periodo            | Frequenza                    |
| ------------------------- | ---------------------------------------------------------- | ------------------ | ---------------------------- |
| Delfino Verde Navigazioni | Trieste (molo Bersaglieri) - Barcola - Grignano - Sistiana | maggio - settembre | 5 viaggi giornalieri         |
| Delfino Verde Navigazioni | Trieste (molo Bersaglieri) - Muggia                        | annuale            | 10 viaggi feriali, 6 festivi |
| Delfino Verde Navigazioni | Muggia - Boa/Acquario                                      | giugno - settembre |                              |

Non è in gestione alla Trieste Trasporti la linea marittima estiva per Grado.

### Bike sharing
L'azienda ha in gestione il servizio di bike sharing, la quale proprietà del materiale appartiene al Comune di Trieste. Il servizio è stato varato il 3 febbraio 2020, con la presenza del sindaco Dipiazza. Il progetto fa parte del PISUS (Piani Integrati di Sviluppo Urbano Sostenibile). In totale sono presenti circa 250 biciclette, con 271 stalli. Nel 2021 si contano 13000 abbonati e 60000 prelievi.
A luglio 2022 sono state inaugurate altre 7 postazioni, oltre le 12 già esistenti.

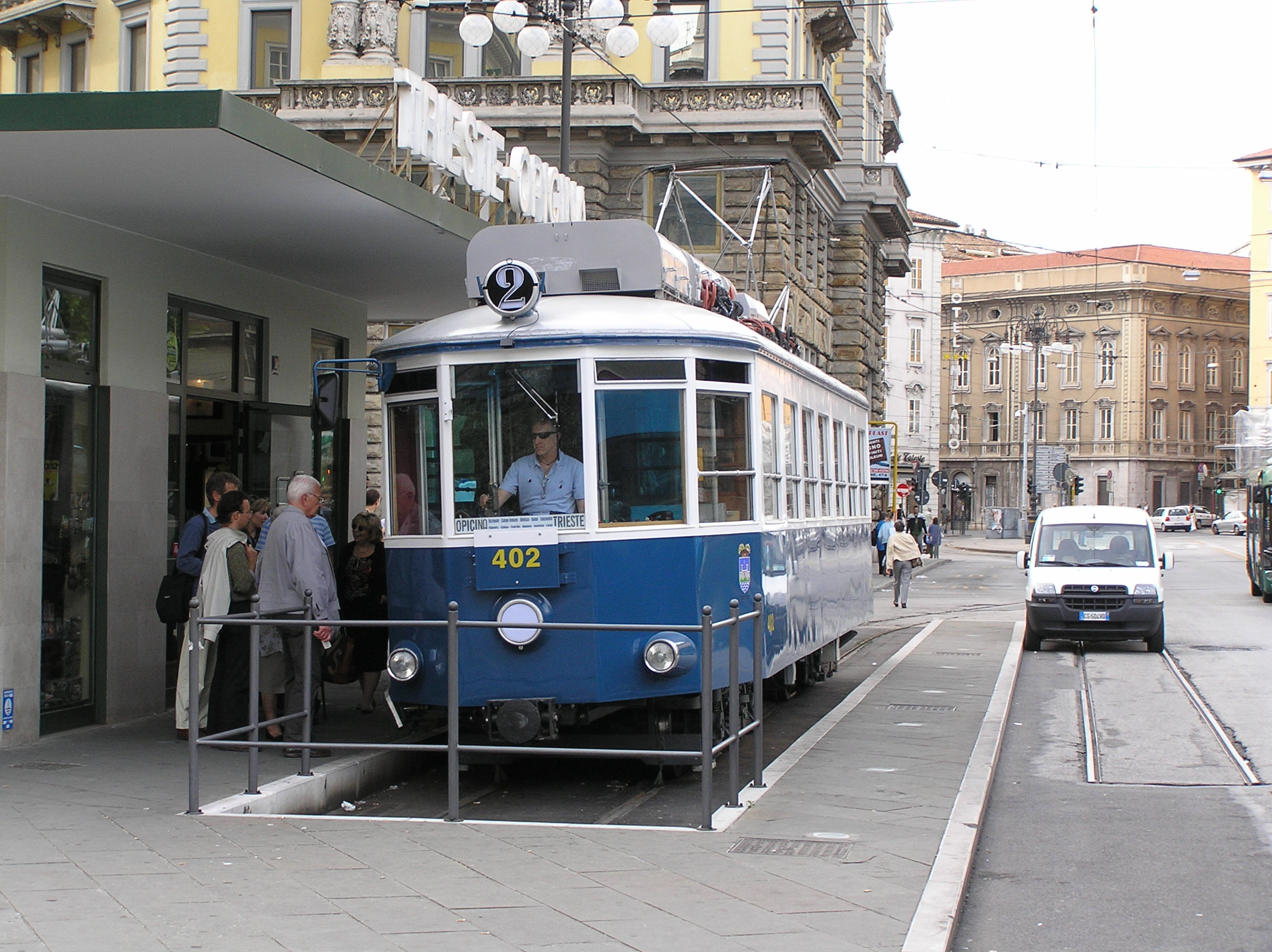
Ttram 402 sulla linea 2 in piazza Oberdan

| Numero | Nome                           | Anno installazione |
| ------ | ------------------------------ | ------------------ |
| 01     | Piazza Libertà - stazione      | 2020               |
| 02     | Piazza Oberdan                 | 2020               |
| 03     | Teatro romano                  | 2020               |
| 04     | Stazione marittima             | 2020               |
| 05     | Piazza Hortis                  | 2020               |
| 06     | Stazione Rogers                | 2020               |
| 07     | Barcola                        | 2020               |
| 08     | Teatro Rossetti                | 2020               |
| 09     | Via Cumano - musei             | 2020               |
| 10     | Park Bovedo                    | 2020               |
| 11     | Porto vecchio - polo museale   | 2020               |
| 12     | Porto vecchio - Viale Miramare | 2020               |
| 13     | Largo Barriera                 | 2022               |
| 14     | Piazza Foraggi                 | 2022               |
| 15     | Foro Ulpiano                   | 2022               |
| 16     | Largo Sonnino                  | 2022               |
| 17     | Via Battisti                   | 2022               |
| 18     | Rotonda Boschetto              | 2022               |
| 19     | Viale Campi Elisi              | 2022               |

## Galleria d'immagini

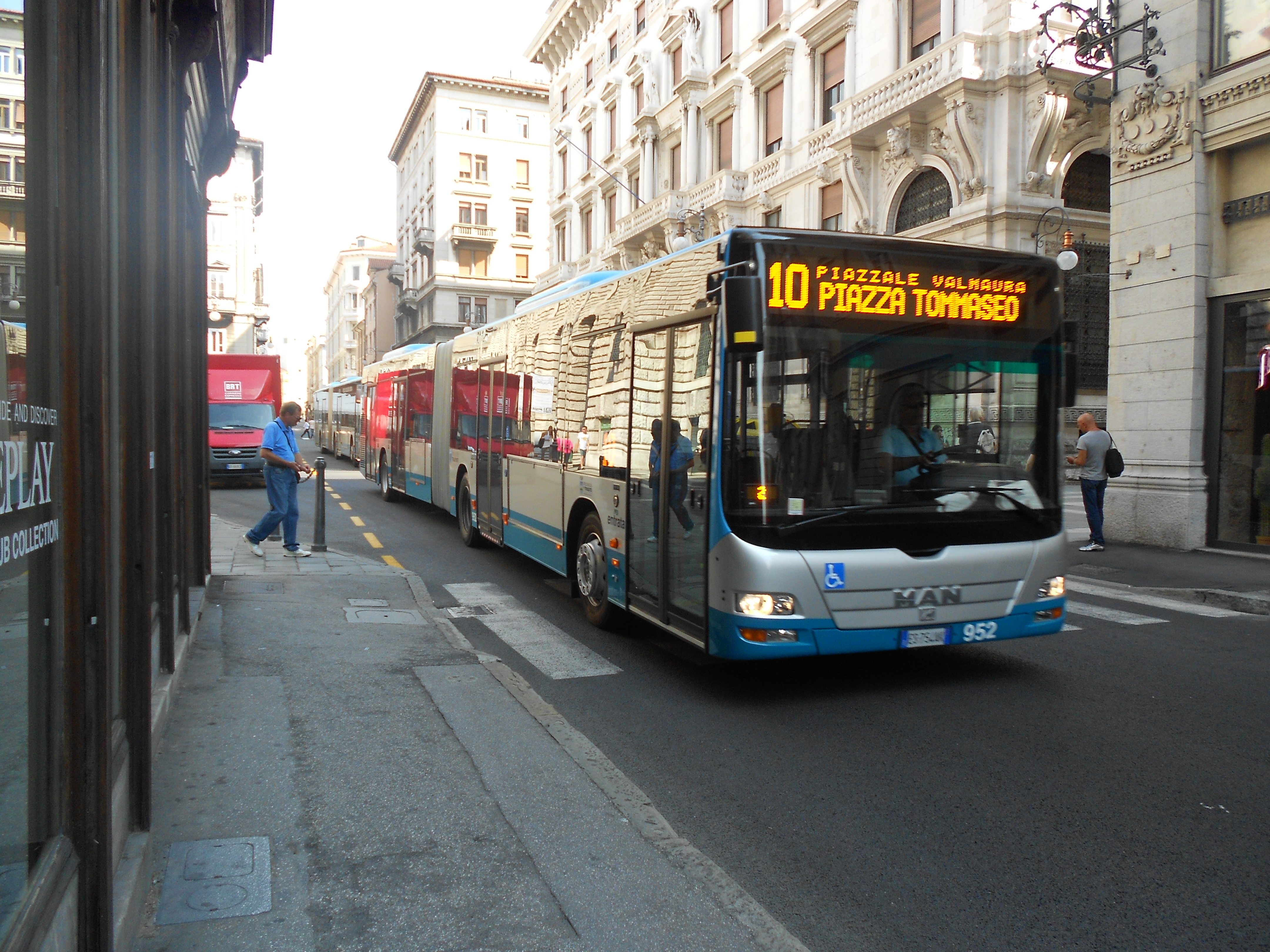
Gli autosnodati della linea 10 e 9 in Piazza della Repubblica.
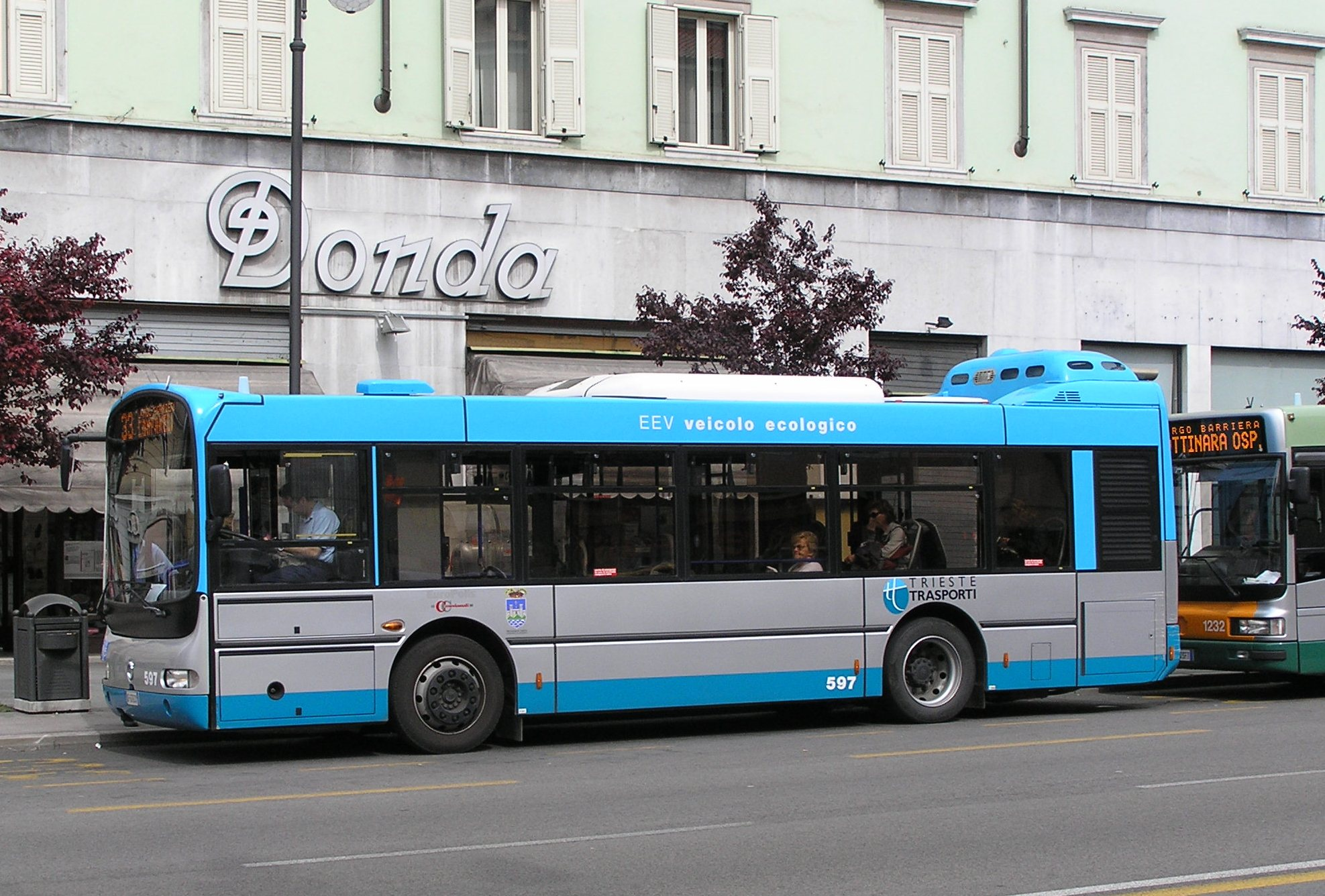
La linea 33 per Campanelle al suo capolinea il Largo Barriera.
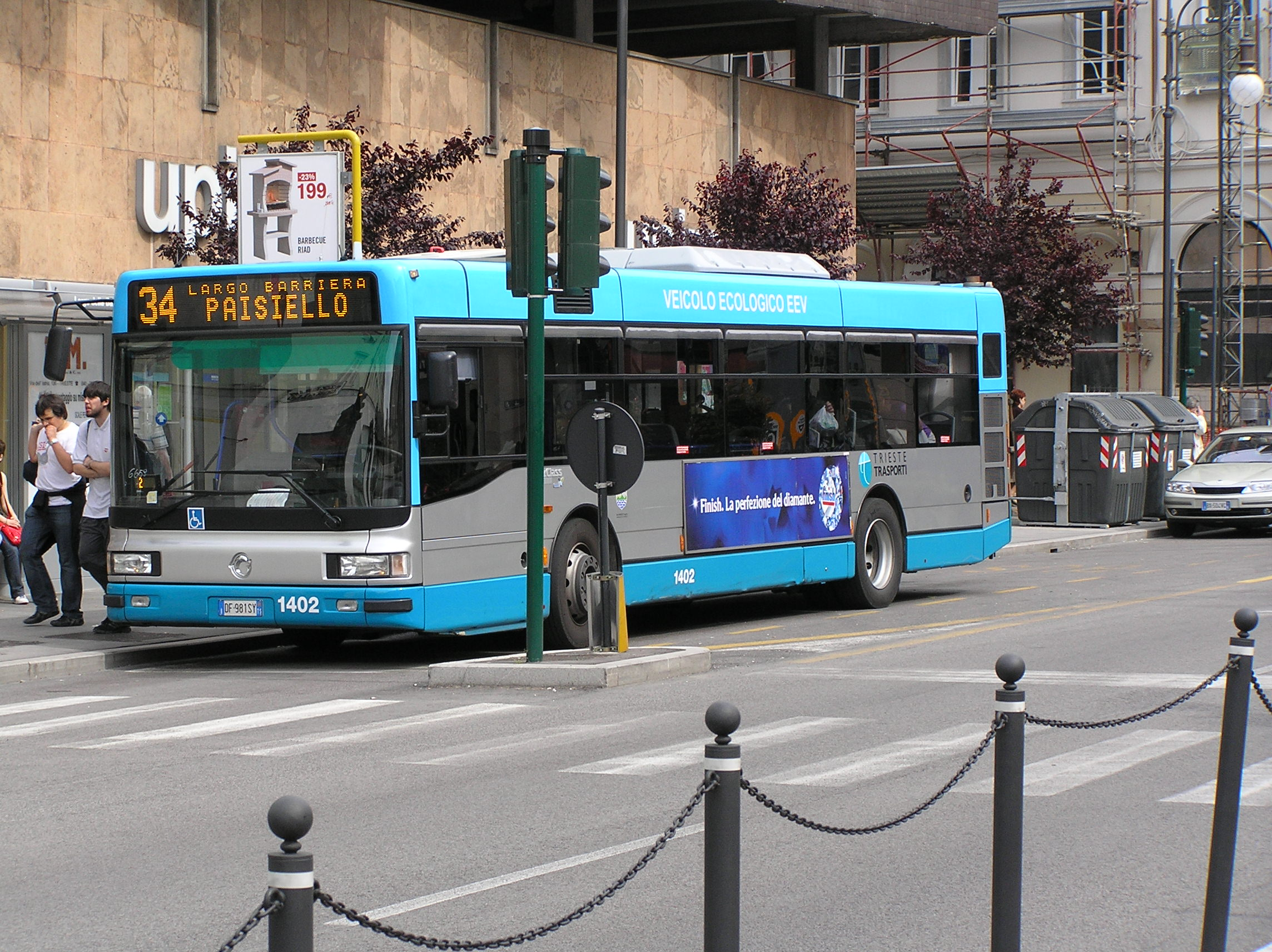
La linea 34 in Largo Barriera
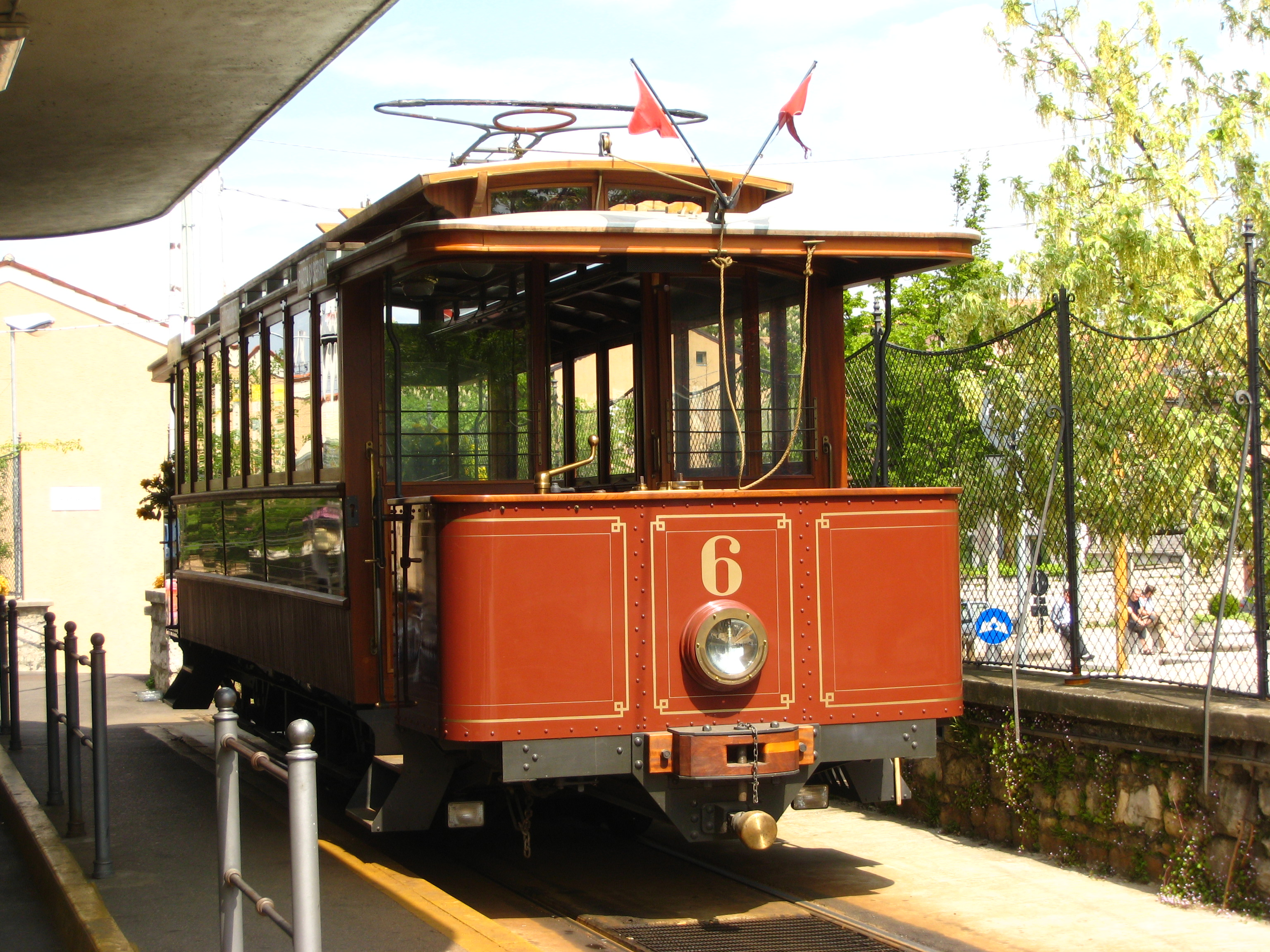
Opicina, motrice 6 preservata allo stato di origine
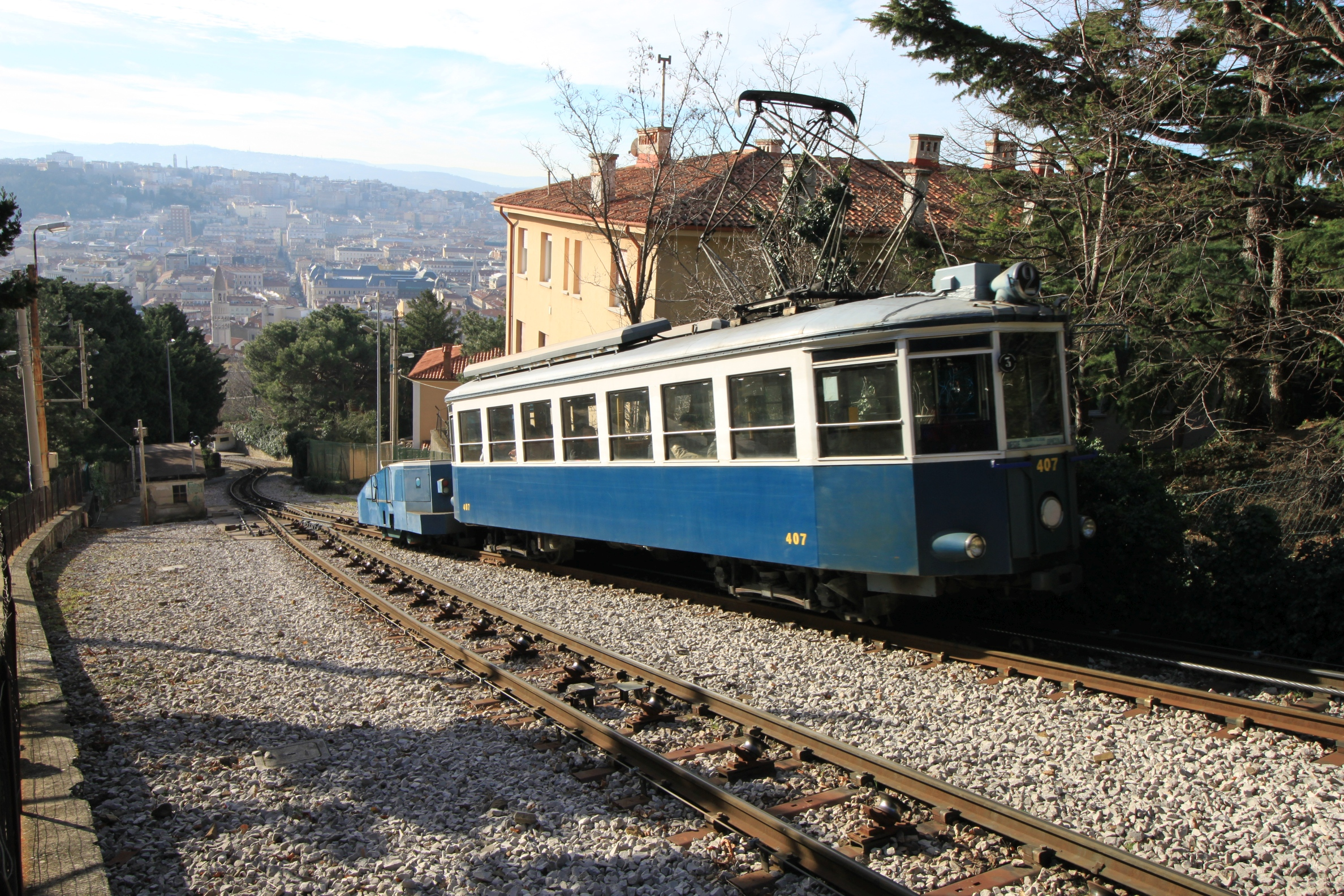
Tram di Opicina, tratto funicolare e panorama di Trieste

## Azionisti
- Ariva Italia 39,93 %
- Comune di Trieste (52,49 %)
- Comune di Muggia (3,85 %)
- Comune di Duino-Aurisina (1,81 %)
- Comune di San Dorligo della Valle (1,30 %)
- Comune di Sgonico (0,44 %).
- Comune di Monrupino (0,18 %)
- RATP Parigi 0,01 %